# 太田市立綿打中学校
太田市立綿打中学校（おおたしりつ わたうちちゅうがっこう）は、群馬県太田市にある公立中学校。通称は「綿中」（わたちゅう）。

## 所在地
- 群馬県太田市新田上田中町182番地

## 学区
- 新田20区[1]
- 新田21区
- 新田22区
- 新田23区
- 新田24区
- 新田25区
- 新田26区
- 新田27区
- 新田28区

## 学校周辺
- 太田市立綿打小学校
- ミニストップ
- セブンイレブン
- 綿打診療所
- 綿打中学校前